# 필라델피아 볼러스
필라델피아 볼러스(Philadelphia Ballers)는 미국 펜실베이니아주 필라델피아를 연고지로 하는 JBA 소속 농구 팀이다.